# Antoszka
Antoszka [pronunciación en polaco: /anˈtɔʂka/] (en alemán: Antoschka) es un pueblo en el distrito administrativo de Gmina Walce, dentro del Distrito de Krapkowice, Voivodato de Opole, en el suroeste de Polonia. Se encuentra a unos 3 kilómetros este de Walce, 11 kilómetros al sureste de Krapkowice, y 33 kilómetros al sur de la capital regional, Opole.